# Ficinia brevifolia
Ficinia brevifolia är en halvgräsart som beskrevs av Christian Gottfried Daniel Nees von Esenbeck och Carl Sigismund Kunth. Ficinia brevifolia ingår i släktet Ficinia och familjen halvgräs. Inga underarter finns listade i Catalogue of Life.